# Qinlingosaurus luonanensis
Qinlingosaurus luonanensis es una especie dudosa del género extinto  Qinlingosaurus  (“lagarto de Qin Ling (montaña)”) de dinosaurio saurópodo posiblemente titanosauriano, que vivió a finales del período Cretácico, hace aproximadamente 66 millones de años, en el Maastrichtiense, en lo que es hoy Asia. Encontrado en la Formación Hongtuling, en las montañas del mismo nombre, cerca de Luonan en el sur de la Provincia de Shaanxi, en China. La especie tipo, Q. luonanensis, fue nombrada por Xue, Zhang y Bi en 1996 basándose en una pelvis con un fino y largo ilion, un pedúnculo púbico y gran acetábulo, además de tres vértebras. Debido a o pobre de la evidencia fósil está clasificado como un Neosauropoda incertae sedis gracias a su reducido pedúnculo isquial. Fue un saurópodo de mediano tamaño que alcanzó los 20 metros de largo, 6 de alto y unas 20 toneladas de peso.
La especie tipo, Qinlingosaurus luonanensis, fue nombrada por Xue Xiangxu, Zhang Yunxiang y Bi Xianwu en 1996. El nombre genérico proviene de la cordillera Qinling de la provincia de Shaanxi en China , donde se recuperaron los primeros fósiles en Hongtuling. El nombre específico se refiere a la procedencia cerca de Luonang.
El holotipo , NWUV 1112 , se encontró en una capa de la Formación Hongtuling o Formación Shanyang, que quizás data del Maastrichtiano. Consiste en un ilion , isquion y tres vértebras . El ilion tiene una longitud de setenta y siete centímetros y está alargado con un perfil superior convexo. Su proceso anterior es relativamente largo. El proceso púbico es largo, el proceso isquiático corto. En vista de la evidencia fósil limitada, se clasifica como Sauropoda incertae sedis. Probablemente representa a un miembro de los Neosauropoda. Dado su rango temporal, puede ser un titanosauriano.